# 紅頸溝腳猿金花蟲
紅頸溝腳猿金花蟲（学名：Basilepta ruficollis）为金花蟲科溝腳猿金花蟲屬下的一个种。